# Mont Ossa
El Mont Ossa (grec: Όσσα; modernament també Κίσσαβος, Kíssavos) és una muntanya de Grècia situada a la regió de Tessàlia, a la costa de Magnèsia. Fa 1,978 m, i està situada entre el Pelió i l'Olimp, del qual el separa la vall de Tempe.
A l'antiguitat fou molt celebrada pels poetes, i en la mitologia és un dels escenaris de la gigantomàquia. També es deia que els alòades volgueren amuntegar l'Ossa damunt l'Olimp per posar el Pelió damunt i així arribar al cel.